# Concordia Noordwest
Concordia Noordwest is een complex woninkjes op de hoek van de Westerstraat en Lijnbaansgracht in Amsterdam-Centrum. Amsterdam kent drie Concordiahofjes; twee aan de Westerstraat (de andere zijn Concordia Noordoost) en Concordia Zuid aan de Elandstraat.
Concordia Noordwest omvat de adressen 327 tot en met 405 alsmede Lijnbaansgracht 63-65. Het is een van de vroege uitingen van sociale woningbouw. De woningen werden gebouwd op initiatief van Henrick Samuel van Lennep een vermogend jurist die iets wilde doen aan de abominabele woningen en woninguitbuiting in de Jordaan. De gemeente had net de Anjeliersgracht (op het tracé van de Westerstraat) gedempt vanwege de slecht hygiënische toestanden. Van Lennep schakelde architect Pieter Hamer in voor een complex van tweeënzeventig arbeiderswoningen. De arbeiderswoninkjes werd destijds veelal rug-tegen-rug gebouwd (zonder tussentuin) om ruimte te besparen. Het complex verrees in 1862 en is gebouwd in de eclectische bouwstijl. 
Het complex is diverse malen gerenoveerd en werd in februari 2006 tot gemeentelijk monument verklaard.     
Een natuurstenen ligger boven de toegang op de afgeronde hoek draagt een tekst uit Lukas 10: "Vreden zij deze huize!" Op de binnenplaats staat een lantaarnpaal op een sokkel met de tekst "De vreeze des heeren is een springbron des levens". (Spreuken 14:27)
Bij een van de renovaties werd de onderdoorgang vanuit de Westerstraat naar de binnentuin voorzien van artistieke tegeltableaus.

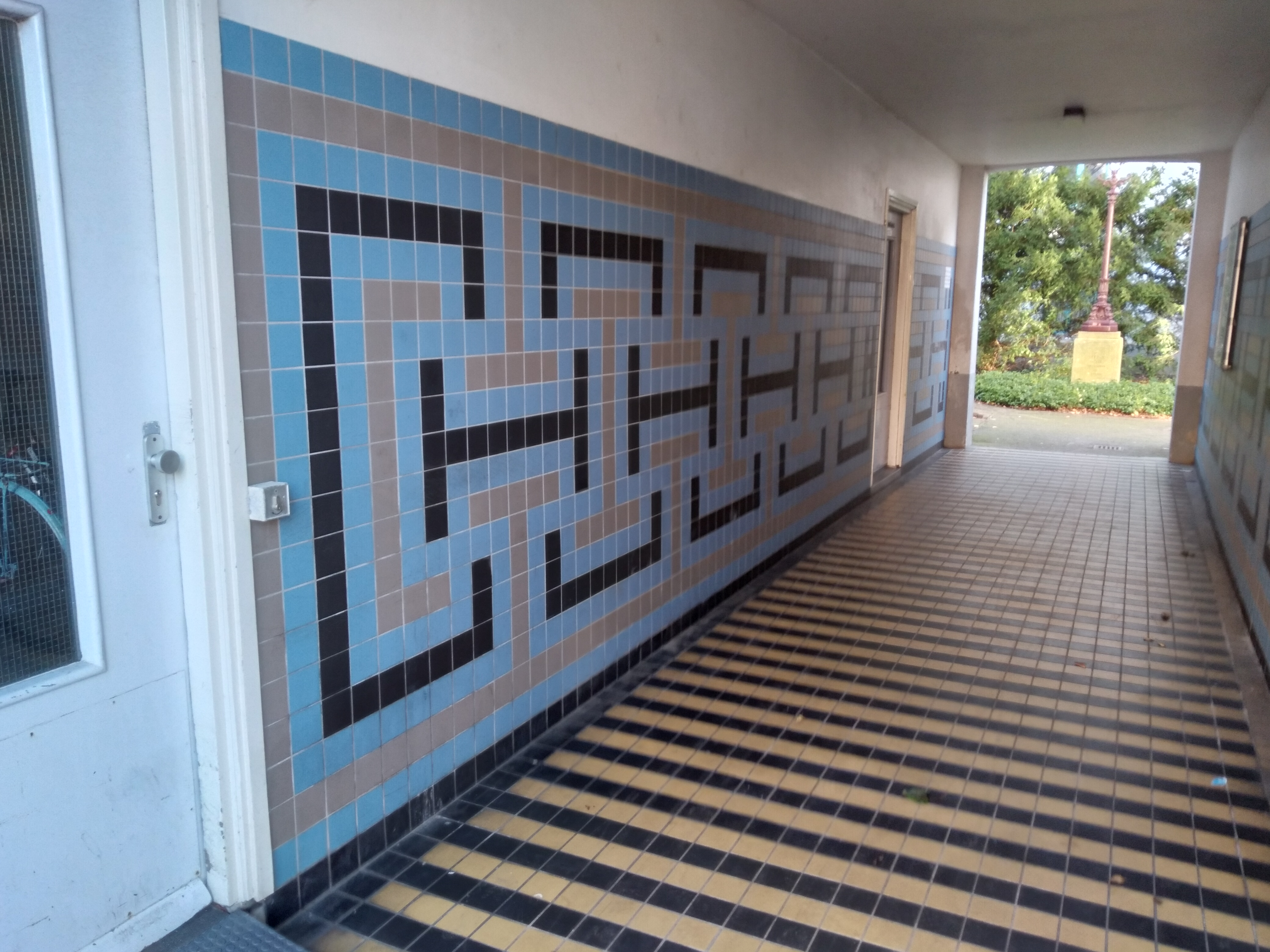
Tegeltableau (november 2020)

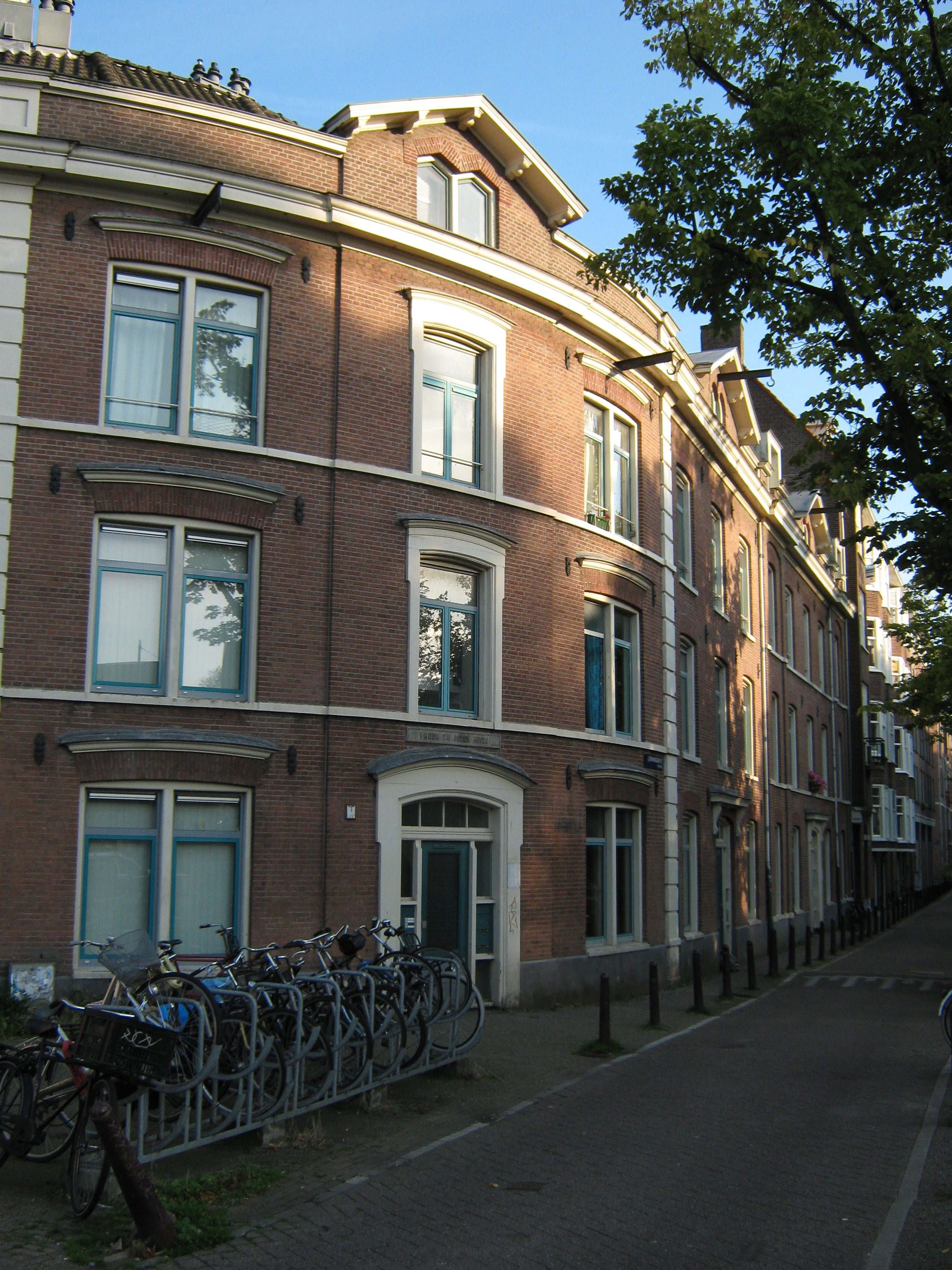
Concordia Noordwest aan de Lijnbaansgracht (2011)